# Хмелевский, Кшиштоф
Кшиштоф Хмелевский (пол. Krzysztof Chmielewski; род. 8 июня 2004) — польский пловец, двукратный серебряный призёр чемпионатов мира 2023 и 2025 годов, серебряный призёр чемпионата Европы 2024 года, призёр чемпионата мира 2024 года на короткой воде. Участник летних Олимпийских игр 2020 и 2024 годов.

## Карьера
На летних Олимпийских играх в 2021 году, в Токио, Кшиштоф на дистанции 200 метров баттерфляем сумел пройти квалификацию в финал и занял итоговое 8-е место.
В 2023 году на чемпионате мира в Японии, на дистанции 200 метров баттерфляем стал серебряным призёром. В июне 2024 года на чемпионате Европы в Белграде также завоевал серебро на дистанции 200 метров баттерфляем.
На летних Олимпийских играх 2024 года в Париже принял участие в заплыве на 200 метров баттерфляем, вышел в финал и там занял итоговое 4-е место. Также выступал в заплыве на 1500 метров вольным стилем, где показал 16-е время.
В ходе чемпионата мира 2024 года на короткой воде, который состоялся в Будапеште, завоевал бронзовую медаль на дистанции 200 метров баттерфляем.
В 2025 году на чемпионате мира в Сингапуре стал серебряным призёром на дистанции 200 метров баттерфляем. 